# 永寧村

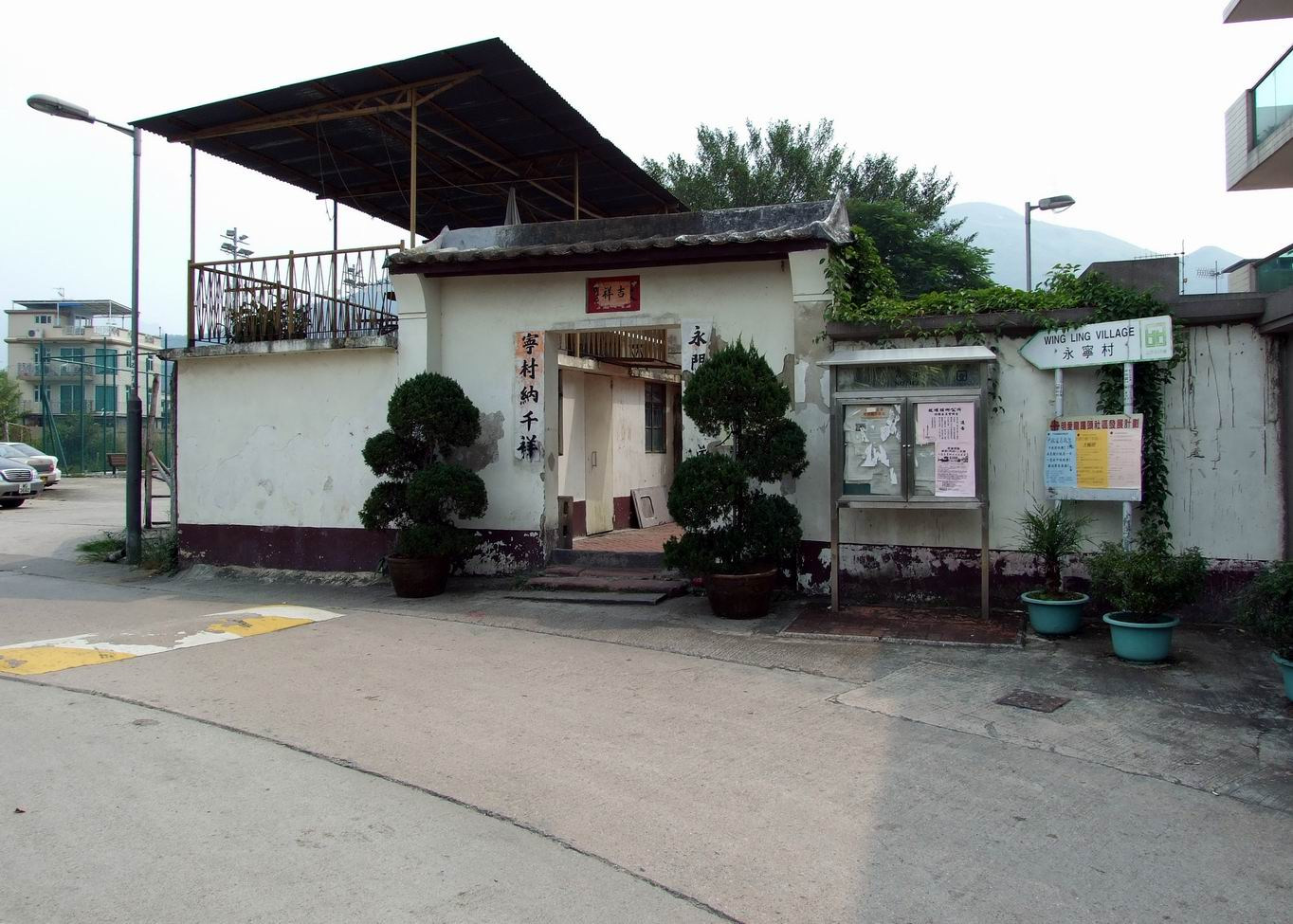
永寧村

永寧村位於香港新界粉嶺龍躍頭永寧圍的西北面，亦稱為「大廳」，為龍躍頭「五圍六村」之一。

## 歷史
永寧村原為永寧圍的分支，約有三百年歷史。據說永寧村所在名為「紅沙嶺」，因泥土呈紅色而得名。

## 結構
村內房舍主要分成三排，面向東北，前排房舍比後排稍低，以獲得更佳的風水。村口的牆壁已有一半被重建，村口對聯「永門迎百福　寧村納千祥」。村前原有一個漁塘，現已改建成休憩場所。

## 外部連結
- 古物古蹟辦事處：永寧村 （页面存档备份，存于）